# Heinrich Johann Nepomuk von Crantz
Heinrich Johann Nepomuk von Crantz (Roodt, 25 novembre 1722 – Judenburg, 18 gennaio 1799) è stato un medico e botanico lussemburghese naturalizzato austriaco.

## Opere

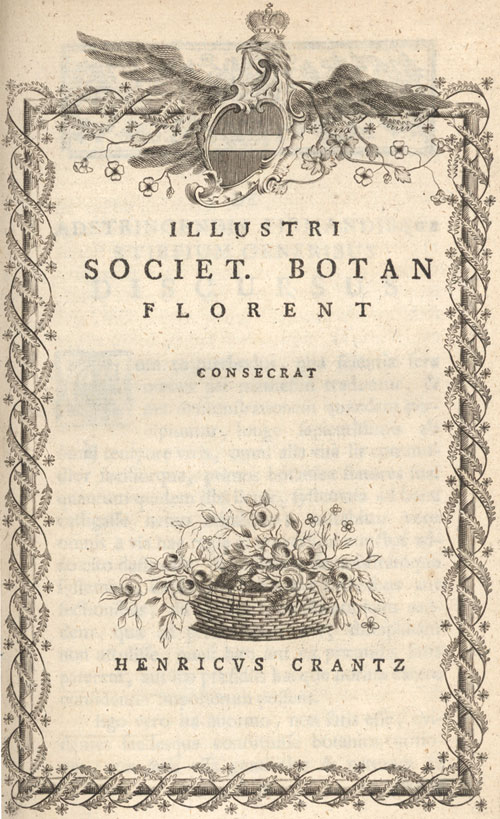
Frontespizio di Classis cruciformium Emendata cum Figuris..., 1769

- Einleitung in eine Warhe und gegründete Hebammenkunst (1756)
- Commentarius de rupto in partus doloribus a foetu utero (1756)
- Commentatio de instrumentorum in arte obstetricia historia utilitate et recta ac praepostera applicatione (1757)
- De systemate irritabilitatis (1761)
- Materia medica et chirurgica (tres volúmenes, (1762)
- Institutiones Rei Herbariae , Crantz H.J.N. , Wien, (1766).
- Stirpium Austriarum fasciculus III, Umbelliferarum, Crantz H.J.N. , Wien, (1767).
- Classis Umbelliferarum Emendata cum Generali Seminum Tabula et Figuris..., Crantz H.J.N. , Wien, (1767).
- De Duabus Draconis Arboribus Botanicorum cum Figuris ..., Crantz H.J.N. , Wien, (1768).
- Classis Cruciformium Emendata cum Figuris... , Crantz H.J.N. , Wien, (1769).
- De aquis medicatis principatus Transsylvaniae (1773)
- Die Gesundbrunnen der Österreichischen Monarchie (1777).